# A Fábrica de Nada
A Fábrica de Nada (portugiesisch für: Die Nichts-Fabrik) ist ein sozialkritisches Filmdrama des portugiesischen Regisseurs Pedro Pinho aus dem Jahr 2017.
Es ist eine Adaption des Stücks De Nietsfabriek der niederländischen Autorin Judith Herzberg und nimmt Bezug auf die tiefe Wirtschaftskrise in Portugal mit ihren schweren sozialen Verwerfungen in Folge der Eurokrise ab 2010. Das Werk kritisiert dabei nicht nur die Zustände, sondern regt vielmehr zum Nachdenken über die sich ändernde Rolle der Beschäftigung in einer Zeit an, in der die Krise das normale Umfeld für Regierung und Wirtschaft wird.
Im Abspann widmen die Macher ihren Film den Arbeitern der Firma FATELEVA, die von 1975 bis 2016 die frühere Fabrik der portugiesischen Niederlassung der Otis Aufzüge in Eigenverwaltung führten.

## Handlung
Als eines Abends die Belegschaft einer Aufzüge-Fabrik sieht, dass die Firmenleitung Maschinen und Material durch Fremdfirmen wegschaffen lässt, verhindern sie dies kurzerhand. Sie beschließen, den weiteren Diebstahl und die folgende Verlagerung der Produktion zu verhindern. Dazu müssen sie nun in der Fabrik bleiben, um Maschinen und Bestände zu bewachen. Anderntags bekommt die Belegschaft eine Ahnung von dem, was die Firmenleitung vorhat. Es tauchen im Auftrag der Leitung zwei neue Manager auf, eine rhetorisch und psychologisch geschulte junge Frau für die Personalfragen und ein entschlossener Ingenieur für die technischen Fragen. Hinter ihren Worten und den in Einzelgesprächen vorgebrachten Angeboten entdecken die Kollegen schnell, dass die Firma nach Fernost ausgelagert und der Standort in Portugal abgewickelt werden soll, und sie die Beschäftigten nun mit Aufhebungserklärungen und Abfindungszahlungen loswerden wollen.
Allerlei geschickt vorgetragene Lockungen und Drohungen bewegen einige, desillusioniert oder kurzsichtig, das Angebot anzunehmen, und werden von den Kollegen als Verräter beschimpft und teils angegangen. Der Zuschauer beobachtet nun die immer hitziger entbrennenden Diskussionen innerhalb der Belegschaft, Risse und Konflikte brechen auf, und Gerüchte und unterschiedlich hohe Abfindungssummen sorgen für weiteren Streit. Doch es entsteht bei den verschiedenen Charakteren und ihren unterschiedlichen Existenznöten und Standpunkten auch langsam das Bewusstsein einer Schicksalsgemeinschaft, über die verschiedenen Altersgrenzen und teils migrantischen familiären Hintergründe hinweg. Gelegentliche fröhliche und komische Momente und solidarische Situationen unterbrechen danach die angespannte Stimmung der Arbeiter, die sich in ruhigen Momenten dann auch mit ihren zunehmenden finanziellen Nöten herumschlagen. Ein ausländischer, in Portugal arbeitender Soziologe interessiert sich für den Fall und begleitet Belegschaft und Gewerkschafter fortan und befragt die Arbeiter in ruhigen Momenten. Der Zuschauer hört im Verlauf des Films Ausführungen und Gedanken aus seiner Arbeit dazu als Off-Sprecher und wohnt auch soziologischen und wirtschaftsphilosophischen Diskussionen bei, die er mit anderen Wissenschaftlern zu dem Fall der besetzten Fabrik führt.
Die Belegschaft entschließt sich nun, die Fabrik vorerst besetzt zu halten, um ihre Verlagerung zu verhindern. Sie schließen die beiden Manager aus, und zusammen mit den anfangs skeptisch empfangenen Gewerkschaftsvertretern und ihrem Fachanwalt wehren sie sich nun aktiv gegen die unsichtbar bleibende Firmenleitung. Diese schickt Polizei gegen die Firmenbesetzung, die der Gewerkschaftsanwalt juristisch aber wieder abziehen lässt.
Vier Kollegen suchen nun das Gespräch mit der in einem Verwaltungsgebäude ansässigen Firmenleitung, finden die Führungsetage jedoch leergeräumt vor. Sie sehen sich dort um, unterhalten sich und teilen ihre Gedanken und Ansichten.
Als Zé seinen Vater um Geld bittet, um auflaufende Rechnungen zu bezahlen, hält dieser ihm eine revolutionäre Rede und führt ihn danach zu einem abgelegenen überwucherten Stück Land, in dem er nach der Nelkenrevolution Waffen versteckt hat und sie ihm nun geben will, damit er sich mit seinen Kollegen gegen die Firmenleitung wehren kann. Enttäuscht geht Zé weg. Abends tritt er mit seiner Indie-Punkband auf, in der er singt. Er lässt dort ausgelassen seine angestauten Emotionen heraus, genau wie das Publikum, die hier einen Freiraum haben. Seine brasilianische Lebensgefährtin, mit deren Sohn er inzwischen eine Familie bildet, entfernt sich derweil langsam von ihm und möchte wieder in ihre Heimat zurück.
Anderntags bekommt die besetzte Firma einen Anruf aus Argentinien, wo eine inzwischen selbstverwaltete Firma einen Großauftrag ankündigt und eine Vorabzahlung über die halbe Summe zusagt. Die Belegschaft führt nun ein spontanes Musical-Stück auf vor Freude und macht sich an die Arbeit. Anderntags erfolgt eine allgemeine Ernüchterung, als die weitere Vorgehensweise diskutiert wird. Es geht um legale Fragen, um Löhne und Verantwortungen in ihrer neu zu ordnenden Firma. Zé verlässt aufgebracht über den anhaltenden Streit die Versammlung und verdächtigt den anwesenden Soziologen, den argentinischen Auftrag nur vorgetäuscht zu haben, um den emanzipatorischen Entwicklungsprozess der nun eigenverwalteten Fabrik zu fördern und zu beobachten. Der Soziologe läuft ihm nach. Nach einem Streit legt Zé dem Soziologen nah, dass die Menschen kein antikapitalistisches Experiment wagen werden, sondern sie sich im Zweifel für den Kapitalismus und seine gewohnten Annehmlichkeiten entscheiden werden und keine eigene Verantwortung für eine Veränderung und einen Neuanfang stattdessen übernehmen wollen.
Anderntags geht die Belegschaft scheinbar wie gewohnt zur Arbeit und nimmt die Produktion auf, ein Lied von José Afonso ist zu hören.

## Produktion
Der Film wurde 2014 und 2015 im Großraum Lissabon auf dem Höhepunkt der sozialen und wirtschaftlichen Krise in Portugal gedreht und von der Filmproduktionsgesellschaft Terratreme produziert, mit finanzieller Unterstützung durch die Filmförderungsanstalt ICA (Instituto do Cinema e do Audiovisual) und den öffentlich-privaten Fernsehsender RTP.
Das Drehbuch, nach einer Idee von Jorge Silva Melo, stammt von den Filmschaffenden Pedro Pinho , Leonor Noivo , Luísa Homem , Tiago Hespanha und Telmo Churro, die überwiegend auch die Produktionsfirma Terratreme leiten. Der Film entstand in Zusammenarbeit mit zahlreichen Filmschaffenden, die vor und hinter der Kamera zahlreiche Aufgaben übernahmen. Neben einigen Nachwuchsschauspielern stehen hier vor allem Laienschauspieler vor der Kamera.
Das Lied am Ende des Films, dass die gleichzeitige Rückkehr zur Normalität und die Aufnahme der Produktion durch die Arbeiter in ihrer eigenen Firma begleitet, heißt Já o tempo se habitua (portugiesisch für: Schon gewöhnt sich die Zeit) und stammt von José Afonso. Der als Sänger der Nelkenrevolution 1974 bekannte Sänger und Komponist schrieb das Lied für sein 1969 erschienenes Album Conto Velhos, Rumos Novos.

## Rezeption
Der Film feierte seine Premiere am 25. Mai 2017 beim Filmfestival Cannes 2017, wo er den FIPRESCI-Preis gewann. Er lief danach auf einer Vielzahl weiterer internationaler Filmfestivals, darunter das Toronto International Film Festival, das Busan International Film Festival, das Festival do Rio, das Internationale Filmfestival Karlovy Vary, das Internationale Filmfestival Thessaloniki, das Festival Internacional de Cine de Mar del Plata, das Göteborg International Film Festival oder auch in Deutschland das Film Festival Cologne und das Filmfest München, wo er den CineVision-Preis gewann. Er gewann dort eine Reihe weiterer Preise, so beim Torino Film Festival, Portland International Film Festival, Barcelona Independent Film Festival, Duhok International Film Festival, Jameson CineFest – Miskolc International Film Festival, Janela do Recife International Film Festival, Seville European Film Festival, Taipai Film Festival und beim Valdivia International Film Festival. Er erhielt weitere Filmpreise, so die portugiesischen Prémios Sophia, die mexikanischen Premios Fénix und die portugiesischen CinEuphoria-Awards.
Am 21. September 2017 startete er in den portugiesischen Kinos und lief danach auch in anderen Ländern wie Uruguay oder Mexiko an, auch in deutschen Kinos wurde er gezeigt.

„Der mit Laiendarstellern inszenierte epische Mix aus Drama, dokumentarischen Szenen und Systemkritik beschreibt einen Akt der Selbstermächtigung, in dem sich der Diskurs über Globalisierung, Strukturwandel und Kapitalismus in einen emanzipativen Akt verwandelt.“

Am 12. September 2020 lief A Fábrica de Nada erstmals im portugiesischen Fernsehen, im öffentlich-rechtlichen Kanal RTP2, wo er am 10. April 2021 wiederholt wurde.
Er erschien 2018 als DVD bei Alambique.